# 人和鎮
人和鎮（じんわちん）は、広州市白雲区の街道。現行行政地名は人和鎮蚌湖社区、人和鎮人和社区などの社区3個、村25個がある。

## 地理
広州市白雲区の北部に位置している。

## 行政区画
社区3個、村25個を管轄する。

## 施設

### 交通
・地下鉄の駅：